# Avarua (zoologia)
Avarua Marples, 1955 è un genere di ragni appartenente alla famiglia Salticidae.

## Etimologia
Il genere prende il nome dalla città di Avarua, capitale delle isole Cook, zona di ritrovamento.

## Distribuzione
L'unica specie nota di questo genere è stata reperita nelle isole Cook.

## Tassonomia
A maggio 2010, si compone di 1 specie:
- Avarua satchelli Marples, 1955[2] — Isole Cook